# Парга
Парга е малък курортен град, разположен амфитеатрално над Йонийско море в югозападната част на Епир.
Парга е живописен курорт, разположен по йонийското крайбрежие между Превеза и Игуменица на уникално място съчетаващо живописни планини и кристално чисто море. Достъпен е от север.
Парга е известна на света като селище от началото на XIII век. Родом от Парга е великият везир на Османската империя и Сюлейман Великолепни – Ибрахим паша Паргалъ.